# هنري هارتسفيلد
هنري هارتسفيلد (بالإنجليزية: Henry Hartsfield)‏ (و. 1933 – 2014 م) هو ضابط، ورائد فضاء من الولايات المتحدة الأمريكية . ولد في برمنغهام، ألاباما .
وهو عضو في Delta Chi .
توفي في هيوستن، تكساس .

## ريادة الفضاء
شارك في المهمات الفضائية:
- STS-4
- STS-41-D
- STS-61-A.

## التعليم
تعلم في جامعة أوبرن، وجامعة ديوك، وU.S. Air Force Test Pilot School

## الخدمة العسكرية
خدم في القوات الجوية الأمريكية.